# Stevan Jovetić
Stevan Jovetić (Cirílico serbio: Стеван Јоветић; pronunciado [stêʋaːn jǒʋetitɕ]; 2 de noviembre de 1989) es un futbolista montenegrino que juega como delantero en el A. C. Omonia Nicosia de la Primera División de Chipre.
Su posición principal es segundo delantero, aunque también puede operar como centrocampista ofensivo o extremo. Jovetić es conocido por su regate, habilidad técnica y creatividad. Su estilo de juego ha llevado a comparaciones con Roberto Baggio.
Comenzó su carrera con el Partizán de Belgrado, perdiendo el doblete de la Superliga y la Copa de Serbia en 2008, y luego se unió a la ACF Fiorentina por aproximadamente 10,8 millones de euros. En cinco temporadas en el club italiano, marcó 40 goles en 134 partidos, lo que provocó un traspaso aproximado de 26,7 millones de euros al Manchester City. En su primera temporada en Inglaterra, ganó la Copa de la Liga y la Premier League. Posteriormente regresó a Italia para jugar en el Inter de Milán en 2015, y también estuvo cedido en España con el Sevilla en 2017, antes de unirse al club francés Mónaco más tarde ese año.
Es internacional con Montenegro y anteriormente representó a su equipo en la categoría sub-21. Hizo su debut internacional con la selección mayor en 2007, en el primer partido de fútbol internacional de Montenegro como país independiente. Con 36 goles, es el máximo goleador de todos los tiempos del país.

## Trayectoria
Jovetić dio sus primeros pasos futbolísticos en OFK Titograd Podgorica. Jugó para ellos hasta 2004 cuando se unió al Partizán de Belgrado.

### Partizan de Belgrado
El 9 de abril de 2006, a la edad de 16 años, Jovetić hizo su debut absoluto con el Partizán de Belgrado bajo la dirección del entrenador Jürgen Röber durante un partido de liga contra el FK Voždovac Belgrado.
A partir de ese momento el jugador fue poco a poco asentándose en el equipo, prueba de ello es que anotó 3 goles en la fase de clasificación de la Copa de la UEFA ante el HŠK Zrinjski Mostar, partido que acabó con la victoria por 5-0 del Partizán, consiguiendo la primera tripleta de su carrera con tan solo 17 años. Esto hizo que durante el mes de octubre de 2007, su nombre fuera vinculado a grandes equipos europeos como el Manchester United o el Real Madrid.
En enero de 2008, a la edad de 18 años, se convirtió en el capitán del FK Partizan, tras el traspaso de su antecesor Antonio Rukavina al Borussia Dortmund de la Bundesliga. Esto lo convirtió en el capitán de menor edad del club de Belgrado, superando a Albert Nađ, quien lo fue a los 19 años. En su última temporada en el equipo se proclamó además campeón de la Superliga de Serbia.
Su posición natural es segundo delantero.

### ACF Fiorentina
El 10 de mayo de 2008, la ACF Fiorentina pagó por sus servicios un traspaso de 7,3 millones de £ (8 millones de €). Jovetić anotaría el primer tanto con su nuevo equipo de penalti, el 5 de abril de 2009, en un partido frente a la Atalanta.

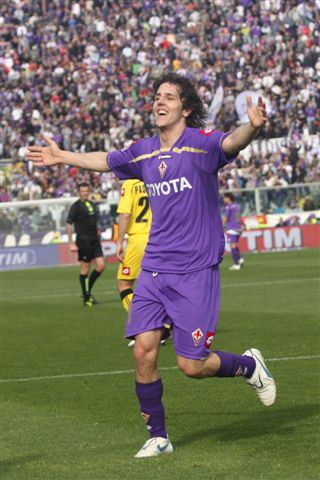
Jovetić con la Fiorentina en 2010.

El 26 de agosto de 2009 consigue el gol que pone el empate (1-1) en el marcador en el partido de vuelta de la eliminatoria previa de la Liga de Campeones ante el Sporting de Portugal, y que a la postre serviría para dar la clasificación a su equipo tras el empate (2-2) cosechado en tierras portuguesas.
Anotó además diversos goles decisivos en partidos de liga frente a Palermo, Sampdoria, Livorno o de Liga de Campeones frente al Liverpool FC.
Durante la pretemporada 2010-11 sufrió una rotura del ligamento cruzado anterior de la rodilla derecha que lo mantuvo apartado de los terrenos de juego durante toda la temporada. Reapareció en la temporada 2011-12 anotando dos tantos en la victoria de su equipo (3-0) frente al Parma Football Club. El 15 de octubre de 2011, renovó su compromiso contractual con la ACF Fiorentina hasta 2016.

### Manchester City F. C.
El 18 de julio de 2013 se oficializa su fichaje por el Manchester City a cambio de 26 millones de euros, más cuatro en variables. Posó con la camiseta que llevaba el número 35.
Es un jugador con muchas capacidades de buen juego, pero las constantes lesiones no permite desarrollar su carrera en Inglaterra.

### Inter de Milán
El 31 de julio se anuncia un acuerdo entre el Manchester City y el Internazionale para que el jugador juegue cedido dos años con opción de compra posterior obligatoria.

### Sevilla F. C.
El 9 de enero de 2017 el jugador llega cedido al equipo hispalense con opción de compra que alcanzaría los 14 millones de euros. Debutó el 12 de enero en la vuelta de los octavos de final de la Copa del Rey contra el Real Madrid partiendo de suplente y marcando un gol en el empate a tres goles (6-3 en el global).
Unos días después, el 15 de enero, en el descuento le da la victoria a su club por 2 a 1 marcando de nuevo frente al Real Madrid en el que es su debut en La Liga, haciendo dos goles en dos partidos frente al club merengue. Con esta victoria, corta el increíble invicto de 40 partidos del Real Madrid y el Sevilla quedó en 2.ª posición de La Liga a 1 punto del líder, que tenía pendiente un partido.

### AS Monaco
En agosto de 2017 llega al AS Monaco de la Ligue 1 de Francia cedido por seis meses. El 22 de septiembre marcó su primer gol en la goleada 4 por 0 como visitantes sobre Lille OSC. Su primer doblete lo marca el 10 de febrero en la goleada 4 por 0 como visitantes sobre el Angers SCO.
En abril de 2019 se lesiona de gravedad al sufrir una rotura de ligamentos cruzados de la rodilla lo que le mantendría al menos 7 meses de baja.

### Olympiakos y Omonia Nicosia
En septiembre de 2023 fichó por el Olympiacos F. C. Dejó el club al finalizar la campaña, en la que ganaron la Liga Europa Conferencia de la UEFA, y en septiembre de 2024 se unió al A. C. Omonia Nicosia por dos temporadas.

## Selección nacional

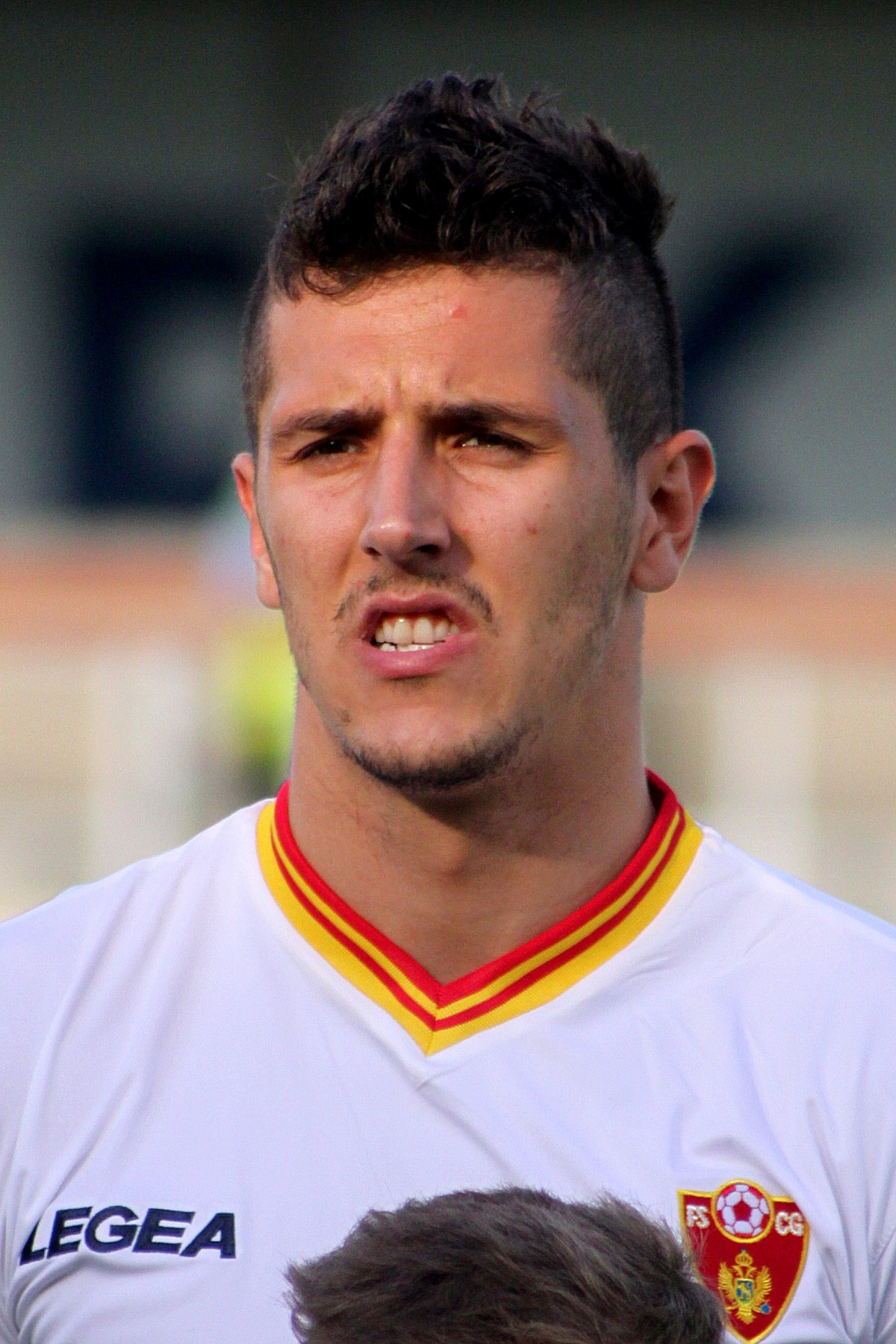
Jovetić con en 2014.

Jovetić fue uno de los miembros fundadores de la selección de fútbol de Montenegro. Jugó su primer partido con la camiseta nacional el 24 de marzo de 2007 ante Hungría. Es el máximo goleador en la historia de la selección balcánica.

## Imagen pública
Los aficionados de la Fiorentina pusieron a Jovetić el apodo de "Jo-Jo". Por su peinado era frecuentemente comparado por la prensa y los aficionados de la Fiorentina con el guitarrista de Queen, Brian May. Su ídolo es el delantero Mirko Vučinić, de quien cogió el brazalete de capitán de la selección sub-21.

## Estadísticas

### Clubes
| Club                             | Div.          | Temporada     | Liga  | Liga  | Copas nacionales | Copas nacionales | Torneos internacionales | Torneos internacionales | Total | Total |
| Club                             | Div.          | Temporada     | Part. | Goles | Part.            | Goles            | Part.                   | Goles                   | Part. | Goles |
| -------------------------------- | ------------- | ------------- | ----- | ----- | ---------------- | ---------------- | ----------------------- | ----------------------- | ----- | ----- |
| Partizán de Belgrado Serbia      | 1.ª           | 2005-06       | 2     | 0     | 0                | 0                | 0                       | 0                       | 2     | 0     |
| Partizán de Belgrado Serbia      | 1.ª           | 2006-07       | 22    | 1     | 4                | 3                | 0                       | 0                       | 26    | 4     |
| Partizán de Belgrado Serbia      | 1.ª           | 2007-08       | 27    | 12    | 4                | 3                | 2                       | 4                       | 33    | 19    |
| Partizán de Belgrado Serbia      | Total club    | Total club    | 51    | 13    | 8                | 6                | 2                       | 4                       | 61    | 23    |
| ACF Fiorentina · Italia          | 1.ª           | 2008-09       | 29    | 2     | 1                | 0                | 5                       | 0                       | 35    | 2     |
| ACF Fiorentina · Italia          | 1.ª           | 2009-10       | 29    | 6     | 2                | 0                | 6                       | 5                       | 37    | 11    |
| ACF Fiorentina · Italia          | 1.ª           | 2010-11       | 0     | 0     | 0                | 0                | —                       | —                       | 0     | 0     |
| ACF Fiorentina · Italia          | 1.ª           | 2011-12       | 27    | 14    | 2                | 0                | —                       | —                       | 29    | 14    |
| ACF Fiorentina · Italia          | 1.ª           | 2012-13       | 31    | 13    | 3                | 0                | —                       | —                       | 34    | 13    |
| ACF Fiorentina · Italia          | Total club    | Total club    | 116   | 35    | 8                | 0                | 11                      | 5                       | 135   | 40    |
| Manchester City F. C. Inglaterra | 1.ª           | 2013-14       | 13    | 3     | 5                | 3                | 0                       | 0                       | 18    | 6     |
| Manchester City F. C. Inglaterra | 1.ª           | 2014-15       | 17    | 5     | 4                | 0                | 5                       | 0                       | 26    | 5     |
| Manchester City F. C. Inglaterra | Total club    | Total club    | 30    | 8     | 9                | 3                | 5                       | 0                       | 44    | 11    |
| Inter de Milán · Italia          | 1.ª           | 2015-16       | 26    | 6     | 2                | 1                | 0                       | 0                       | 28    | 7     |
| Inter de Milán · Italia          | 1.ª           | 2016-17       | 5     | 0     | 0                | 0                | 0                       | 0                       | 5     | 0     |
| Inter de Milán · Italia          | Total club    | Total club    | 31    | 6     | 2                | 1                | 0                       | 0                       | 33    | 7     |
| Sevilla F. C. · España           | 1.ª           | 2016-17       | 21    | 6     | 1                | 1                | 2                       | 0                       | 24    | 7     |
| Sevilla F. C. · España           | Total club    | Total club    | 21    | 6     | 1                | 1                | 2                       | 0                       | 24    | 7     |
| A. S. Monaco F. C. Francia       | 1.ª           | 2017-18       | 15    | 8     | 5                | 2                | 1                       | 0                       | 21    | 10    |
| A. S. Monaco F. C. Francia       | 1.ª           | 2018-19       | 8     | 2     | 1                | 0                | 1                       | 0                       | 10    | 2     |
| A. S. Monaco F. C. Francia       | 1.ª           | 2019-20       | 9     | 2     | 4                | 0                | —                       | —                       | 13    | 2     |
| A. S. Monaco F. C. Francia       | 1.ª           | 2020-21       | 29    | 6     | 4                | 1                | —                       | —                       | 33    | 7     |
| A. S. Monaco F. C. Francia       | Total club    | Total club    | 61    | 18    | 14               | 3                | 2                       | 0                       | 77    | 21    |
| Hertha Berlín · Alemania         | 1.ª           | 2021-22       | 20    | 6     | 2                | 1                | —                       | —                       | 22    | 7     |
| Hertha Berlín · Alemania         | 1.ª           | 2022-23       | 17    | 4     | 1                | 0                | —                       | —                       | 18    | 4     |
| Hertha Berlín · Alemania         | Total club    | Total club    | 37    | 10    | 3                | 1                | 0                       | 0                       | 40    | 11    |
| Olympiacos F. C. · Grecia        | 1.ª           | 2023-24       | 21    | 6     | 2                | 0                | 11                      | 2                       | 34    | 8     |
| Olympiacos F. C. · Grecia        | Total club    | Total club    | 21    | 6     | 2                | 0                | 11                      | 2                       | 34    | 8     |
| A. C. Omonia Nicosia Chipre      | 1.ª           | 2024-25       | 27    | 7     | 2                | 0                | 2                       | 1                       | 31    | 8     |
| A. C. Omonia Nicosia Chipre      | 1.ª           | 2025-26       | 0     | 0     | 0                | 0                | 4                       | 5                       | 4     | 5     |
| A. C. Omonia Nicosia Chipre      | Total club    | Total club    | 27    | 7     | 2                | 0                | 6                       | 6                       | 35    | 13    |
| Total carrera                    | Total carrera | Total carrera | 395   | 109   | 49               | 15               | 39                      | 17                      | 483   | 141   |

### Selecciones
| Selección               | Año                  | Amistosos | Amistosos | Europa | Europa | Mundial | Mundial | Total | Total | Media goleadora |
| Selección               | Año                  | Part.     | Goles     | Part.  | Goles  | Part.   | Goles   | Part. | Goles | Media goleadora |
| ----------------------- | -------------------- | --------- | --------- | ------ | ------ | ------- | ------- | ----- | ----- | --------------- |
| Sub-19 · Montenegro     | 2007                 | —         | —         | 2      | 1      | —       | —       | 2     | 1     | 0.5             |
| Sub-19 · Montenegro     | Total                | 0         | 0         | 2      | 1      | 0       | 0       | 2     | 1     | 0.5             |
| Sub-21 · Montenegro     | 2007                 | 1         | 0         | 5      | 1      | —       | —       | 6     | 1     | 0.17            |
| Sub-21 · Montenegro     | 2009                 | —         | —         | 1      | 1      | —       | —       | 1     | 1     | 1               |
| Sub-21 · Montenegro     | 2010                 | —         | —         | 1      | 0      | —       | —       | 1     | 0     | 0               |
| Sub-21 · Montenegro     | Total                | 1         | 0         | 7      | 2      | 0       | 0       | 8     | 2     | 0.25            |
| Montenegro · Montenegro | 2007                 | 1         | 0         | —      | —      | —       | —       | 1     | 0     | 0               |
| Montenegro · Montenegro | 2008                 | 3         | 3         | 3      | 1      | —       | —       | 6     | 4     | 0.67            |
| Montenegro · Montenegro | 2009                 | 1         | 1         | 5      | 1      | —       | —       | 6     | 2     | 0.33            |
| Montenegro · Montenegro | 2011                 | 1         | 0         | 5      | 1      | —       | —       | 6     | 1     | 0.17            |
| Montenegro · Montenegro | 2012                 | 2         | 3         | 3      | 0      | —       | —       | 5     | 3     | 0.6             |
| Montenegro · Montenegro | 2013                 | 1         | 0         | 5      | 2      | —       | —       | 6     | 2     | 0.33            |
| Montenegro · Montenegro | 2014                 | 2         | 0         | 3      | 1      | —       | —       | 5     | 1     | 0.2             |
| Montenegro · Montenegro | 2015                 | 2         | 2         | 3      | 1      | —       | —       | 5     | 3     | 0.6             |
| Montenegro · Montenegro | 2016                 | —         | —         | 4      | 3      | —       | —       | 4     | 3     | 0.75            |
| Montenegro · Montenegro | 2017                 | 1         | 1         | 4      | 4      | —       | —       | 5     | 5     | 1               |
| Montenegro · Montenegro | 2018                 | 1         | 0         | 1      | 0      | —       | —       | 2     | 0     | 0               |
| Montenegro · Montenegro | 2020                 | 1         | 0         | 6      | 4      | —       | —       | 7     | 4     | 0.57            |
| Montenegro · Montenegro | 2021                 | —         | —         | 4      | 3      | —       | —       | 4     | 3     | 0.75            |
| Montenegro · Montenegro | 2022                 | 1         | 0         | 2      | 0      | —       | —       | 3     | 0     | 0               |
| Montenegro · Montenegro | 2023                 | 1         | 0         | 8      | 3      | —       | —       | 9     | 3     | 0.33            |
| Montenegro · Montenegro | 2024                 | 4         | 2         | 5      | 0      | —       | —       | 9     | 2     | 0.22            |
| Montenegro · Montenegro | 2025                 | 1         | 0         | 3      | 1      | —       | —       | 4     | 1     | 0.25            |
| Montenegro · Montenegro | Total                | 23        | 12        | 64     | 25     | 0       | 0       | 87    | 37    | 0.43            |
| Total de selecciones    | Total de selecciones | 24        | 12        | 73     | 28     | 0       | 0       | 97    | 40    | 0.41            |
| 1.                      |                      |           |           |        |        |         |         |       |       |                 |

## Palmarés

### Títulos nacionales
| Título              | Club                  | País       | Año  |
| ------------------- | --------------------- | ---------- | ---- |
| Superliga de Serbia | Partizán de Belgrado  | Serbia     | 2008 |
| Copa de Serbia      | Partizán de Belgrado  | Serbia     | 2008 |
| Copa de la Liga     | Manchester City F. C. | Inglaterra | 2014 |
| Premier League      | Manchester City F. C. | Inglaterra | 2014 |

### Títulos internacionales
| Título                             | Club             | Sede   | Año  |
| ---------------------------------- | ---------------- | ------ | ---- |
| Liga Europa Conferencia de la UEFA | Olympiacos F. C. | Grecia | 2024 |

### Distinciones individuales
| Distinción                      | Año  |
| ------------------------------- | ---- |
| Futbolista montenegrino del Año | 2009 |
| Futbolista montenegrino del Año | 2015 |